# Mindre märgborre
Mindre märgborre (Tomicus minor) är en omkring 4 mm lång skalbagge i familjen barkborrar. Den är en av två arter i släktet märgborrar som förekommer i Sverige och lever främst på tallar. Den andra är den vanligare Större märgborre (Tomicus piniperda). Då den mindre märgborren är mindre vanlig, utgör den, till skillnad från den större, sällan något problem för skogsbruket.
Mindre märgborren utvecklas främst under den tunna barken på nyligen döda talltoppar.  På liggande virke angrips i huvudsak undersidan av stocken, och sker mycket tidigt på våren.  Gångsystemet är karaktäristiskt: Från en parningskammare, går två modergångar ut, vardera omkring fem centimeter vinkelrätt mot fiberriktningen, varifrån korta, ca tre centimeter långa larvgångar strålar ut vinkelrätt, med kläckhål ytterst. Modergångarnas form påminner därigenom något om stiliserade måsvingar. Larverna är beroende av blånadssvampar. De nykläckta skalbaggarna äter sedan märgen på årsskotten i närbelägna tallar.

## Externa länkar

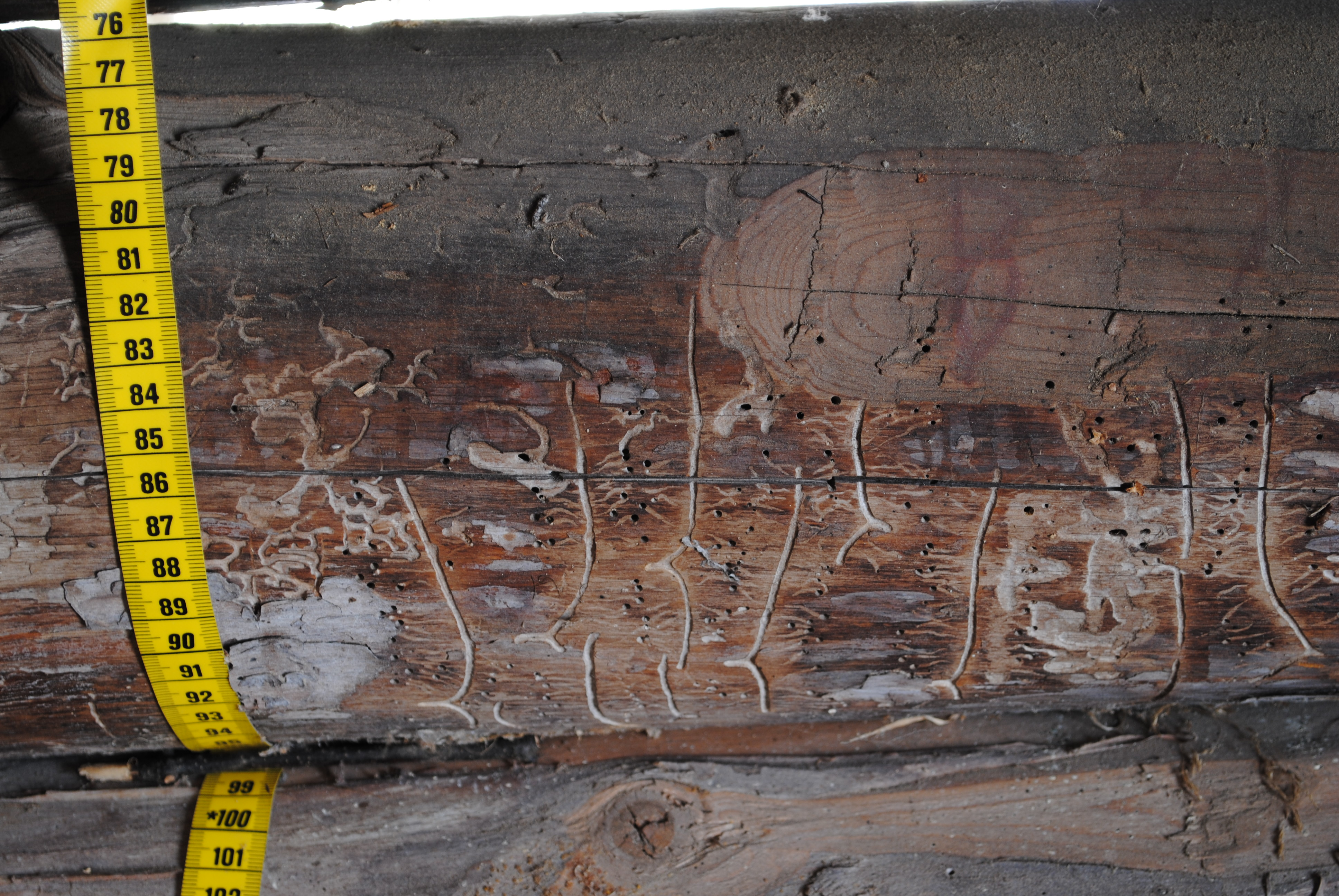
Spår efter den mindre märgborren i en tallstock i en ängslada i Floda socken, Dalarna. Angreppet måste ha skett på 1700-talet i samband med att ladan byggdes. Notera att angreppet är på stockens undersida.
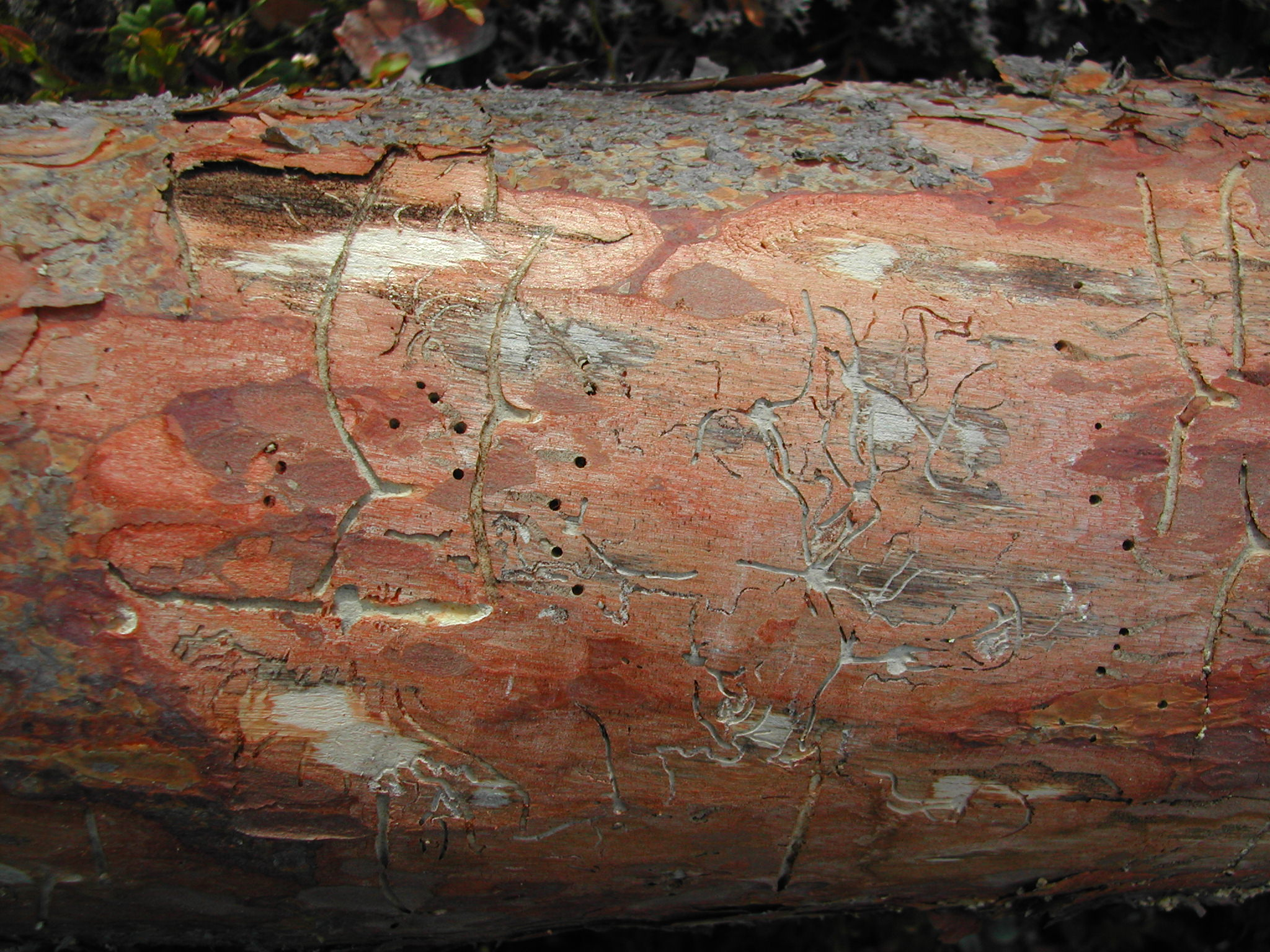
Gångsystem av mindre märgborre tillsammans med spår efter Cholodkovskys bastborre, med kvarvarande tunn tallbark.